# Jan Werle

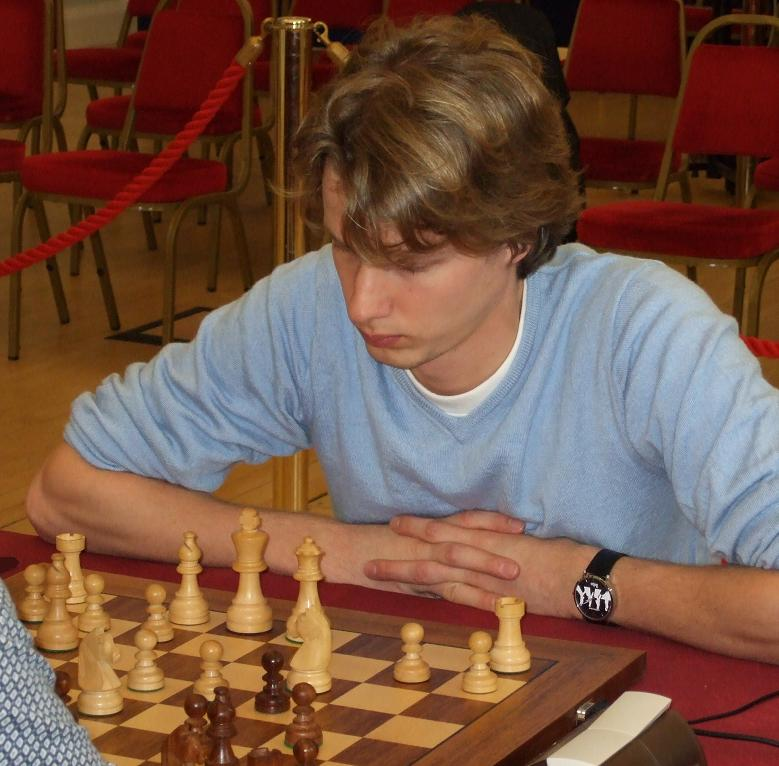
Jan Werle - Liverpool 2008

Jan Werle (Warnsveld, 15 januari 1984) is een Nederlandse schaak-grootmeester. Hij is getrouwd met de van oorsprong Roemeense Iozefina Păuleț, die grootmeester bij de vrouwen is. Het echtpaar woont in Woerden.
- Werle was jeugdkampioen van Nederland in diverse categorieën: in 1994 t/m 10 jaar, in 1996 t/m 12 jaar, in 1997 t/m 14 jaar en in 1999 t/m 16 jaar.
- In 2001 werd hij meester.
- In 2005 debuteerde Werle in het toernooi om het kampioenschap van Nederland dat in Leeuwarden gespeeld werd. Hij eindigde met 4½ punt op de zevende plaats.
- In januari 2006 werd Werle gedeeld tweede in de C-groep in het Corus-toernooi 2006. Dit was zijn derde grootmeesternorm. Later dat jaar werd hij tot grootmeester benoemd.
- Bij het Nederlands Kampioenschap 2006 eindigde Werle als gedeeld 6e met 5½ uit 11.
- Datzelfde jaar won hij samen met Ivan Tsjeparinov het schaaktoernooi in Hoogeveen.
- In het Corus-toernooi van 2007 speelde Werle in de B-groep. Hij kwam niet verder van 4½ uit 13, goed voor een 11e/12e plaats.
- In 2008 won Werle het kampioenschap van de Europese Unie, voor Nigel Short en Michael Adams.
- In 2009 eindigde hij als (gedeeld) laatste in de B-groep van het Corus-toernooi.
- Bij het schaakfestival van Groningen in 2009 werd hij (gedeeld) tweede.
- In 2014 won Werle het Oslo Chess Tournament.[2]

In 2021 liep hij tijdens een toernooi in Berlijn Covid-19 op, waardoor zijn schaakgeheugen bleek te zijn aangetast. Hij schreef een boek over verdediging in het schaken, Unbeatable! : The Art of Defense.